# None (musikgrupp)
None är en amerikansk musikgrupp inom genren depressive suicidal black metal, bildad 2015. Gruppens låtar behandlar ämnen som sorg, vemod, depression och självmord.

## Diskografi
Studioalbum
- None (2017)
- Life Has Gone On Long Enough (2018)
- Damp Chill of Life (2019)

Övrigt
- "Where Life Should Be..." (2018; singel)